# Prinzregentenschule
Die Prinzregentenschule, Prinzregentenstraße 62, ist eine staatliche Grundschule in Rosenheim. Die Schule trägt die Schulnummer 2315 und zählt im Schuljahr 2023/24 insgesamt 453 Schüler sowie 23 hauptamtliche Lehrkräfte.

## Geschichte
1909 beschloss die Stadt Rosenheim, eine Präparandenschule zu bauen. Im Folgejahr begannen die Bauarbeiten für das Gebäude, 1911 wurden sie abgeschlossen. Ab 1925 beherbergte das Gebäude das Holztechnikum, das 1970 in die Marienbergerstraße umzog. 1972 erhielt die Schule einen Neubau, der später wegen Asbestschäden bekannt wurde. Im Jahr 2023 wurde die Prinzregentenschule durch den Bau eines neuen Kinderhorts mit Mensa, der sich zwischen dem Sportplatz des anliegenden Jugendzentrums Jump und dem Sportfeld der Schule befindet, erweitert. Die Einweihung dieses Erweiterungsbaus fand am 6. Oktober 2023 statt.

## Schulprofil und Angebote
Die Prinzregentenschule legt besonderen Wert auf Inklusion und bietet ein entsprechendes Schulprofil an. Zudem gibt es Vorkurse für Deutsch, die das ganze Jahr über angeboten werden. Für die Betreuung der Schüler stehen sowohl ein gebundener als auch ein offener Ganztagsschulbetrieb zur Verfügung. Zudem gibt es eine Deutschklasse für die Jahrgangsstufen 3 und 4.